# 富富

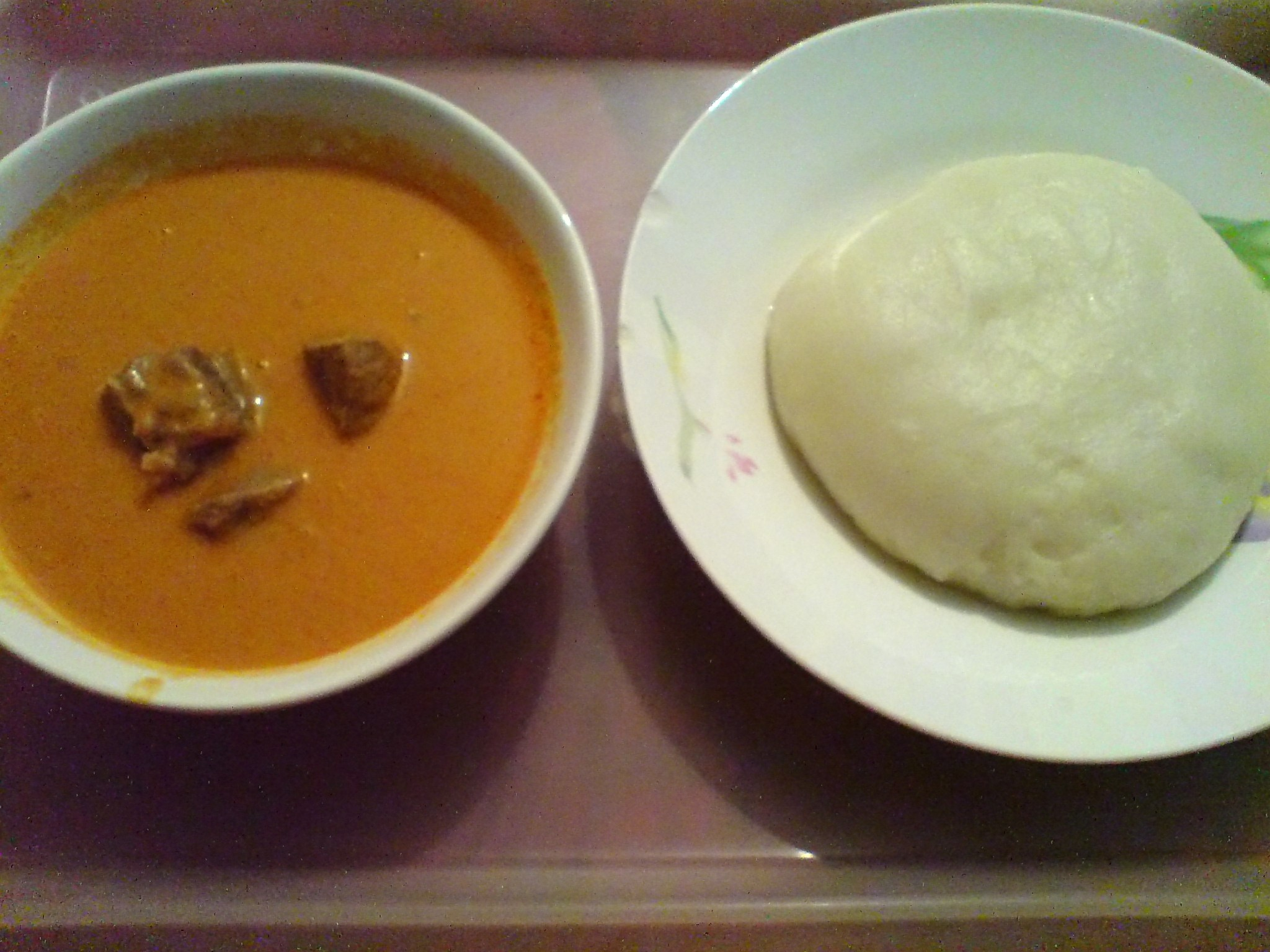
一盘富富（右侧白色）与一碗花生汤

富富（fufu、foofoo、foufou、foutou）是西部非洲和中部非洲人民的一种主食，通过在水中蒸煮富含淀粉的可食用根茎植物并研捣至适宜的稠度制成。在喀麦隆使用法语的地区有时称为古斯米或喀麦隆古斯米（couscous），但与摩洛哥的古斯米完全不同。

## 起源

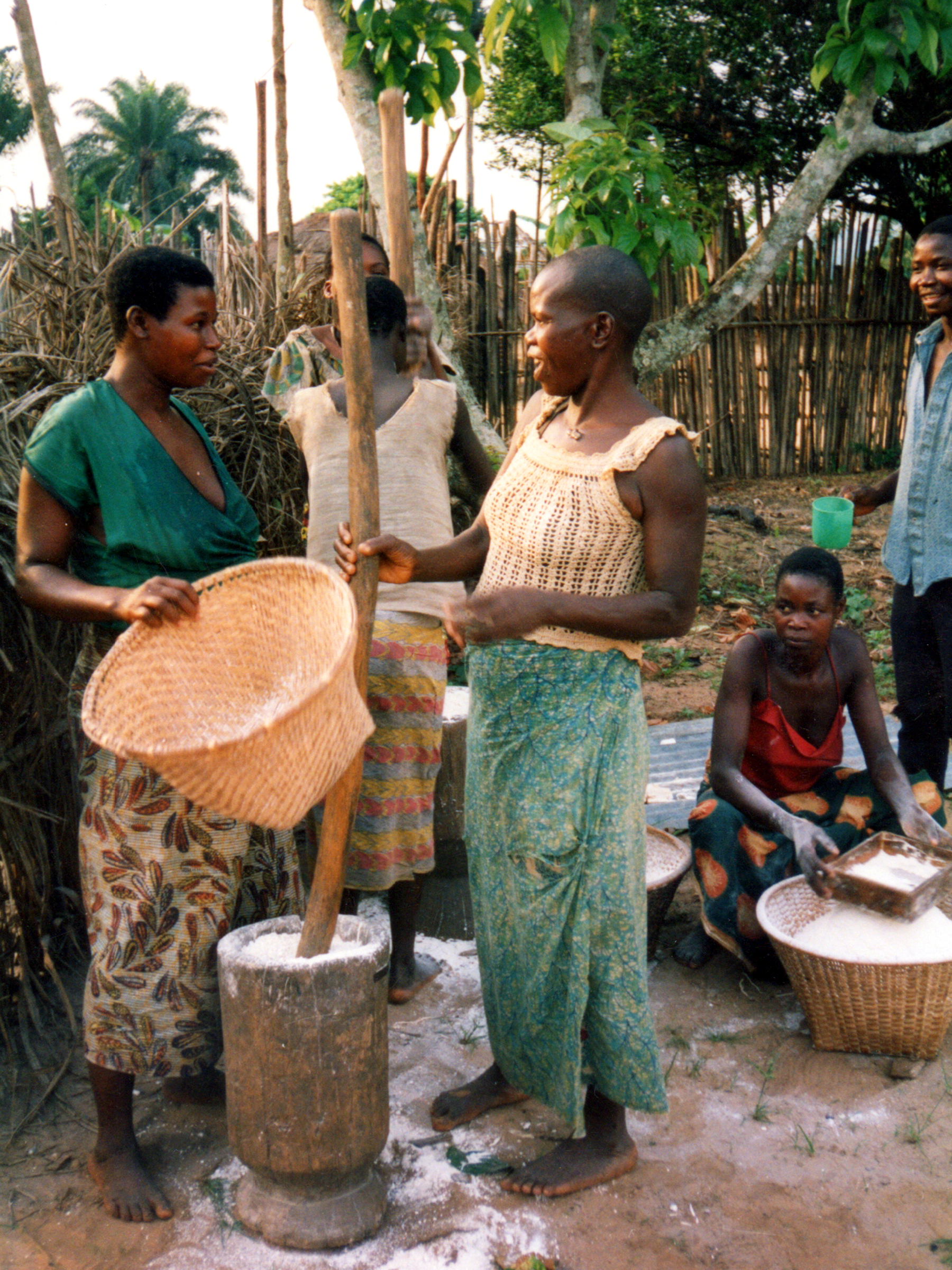
刚果民主共和国班顿杜省，干木薯与面粉一同在热水中捣，以制作“卢库”（luku）

富富实际上起源于加纳的阿散特族群（Asante），来自尼日利亚、多哥和科特迪瓦的移民发现之并加以改变。尼日利亚人称之为fufuo，该词有两层含义：一是“白色”在这个部落语言中即为fufuo，二是制作方法（捣）被称为fu-fu。

## 制作与食用
在西非，富富通常以木薯、薯蓣制成，有时混以千年芋（Xanthosoma）、大蕉（烹調蕉）或玉米。在加纳，富富大多以煮过的木薯加生大蕉，或者千年芋制成；在中部非洲则一般以木薯制成。如今，这些产品制成粉状，加入热水即可制成成品，而不需研捣。富富也可以用粗面粉、大米甚至速食馬鈴薯泥制成，不过制法通常还是传统的在研钵中用木勺击打的方式。在相对富裕或现代化设备较普及的地区亦有使用食品加工机者。
在西部和中部非洲，最为常见的食用方式是富富与秋葵、鱼（一般是鱼干）、番茄等同食。在加纳一般与淡番茄汤、棕榈坚果汤、花生汤或加有其他蔬菜（千年芋叶，nkontomire）的汤同食。汤一般由不同种类的肉和鱼制成，无论新鲜或烟熏。传统食用方法是先洗手，然后用叉子取下一小块，用右手团成球，在球上按出压痕，然后舀汤，最后只吃下富富。在加纳和尼日利亚，挤成小球后不可咀嚼，而应直接咽下；不过在其他国家则相反。

## 加勒比富富
在拥有来自西非的人口的加勒比国家，例如古巴、多米尼加共和国、牙买加和波多黎各，则将大蕉或薯蓣挤压，加入其他材料。在多米尼加共和国和波多黎各被分别称为“曼古”（Mangú）和“磨豐果”。非洲富富和加勒比富富外观和味道都有所不同，后者相对较粘、稠。

## 类似食品
撒哈拉以南非洲一种与富富类似的食品是“乌咖哩”（Ugali），通常用玉米麵制成，见于南部和东部非洲。“乌咖哩”这一名称用于肯尼亚和坦桑尼亚，与之相似的食品在各地名称不同：赞比亚称作“恩希玛”（nshima），马拉维称作（乌咖哩），津巴布韦称作“萨扎”（sadza），南非称作“帕普”（pap），乌干达称作“波绍”（posho），刚果（金）则称作“卢库”（luku）、“富富”（fufu）、“恩希马”（nshima）、“莫泰凯”（moteke）和“布加里”（bugari）。